# Паульсен, Христиан
Христиан Паульсен (нем. Christian Paulsen; в России — Христофор Михайлович Паульсен; 1693 — 1773) — придворный хирург немецкого происхождения, работал в России, штаб-лекарь лейб-гвардии Конного полка.

## Биография
Христиан Паульсен был приглашён в Петербург Петром I во время его пребывания в Риге. Лекарь входит в круг лечащих царя медиков. После смерти царя, Паульсен в 1725 году был определён лекарем при дворе и исполнял обязанности гоф-хирурга. С 1729 года занимал должность полкового врача в престижном Кавалергардском полку, а в 1731 году был переведен врачом к герцогине Мекленбургской Екатерине Иоанновне. В 1750 году Елизавета Петровна восстановила Паульсена  на посту гоф-хирурга.
Паульсен владел в Петербурге двумя участками в Петербурге. На первом участке в Немецкой слободе был выстроен каменный  двухэтажный дом (в начале Миллионной улицы, дом 8), второй дом — деревянный находился на  левом берегу Мойки, где сейчас расположено здание Певческой капеллы. В 1773 году этот дом был продан  архитектору Ю. М. Фельтену, женатому на старшей дочери Паульсена Анне. 
Паульсен был женат на Христине Нацциус. Сыновья Паульсена — Готлиб и Карл — стали известными архитекторами.
Скончался в преклонном возрасте, имея чин надворного советника.